# Сали Боумън
Сали Боумън (на английски: Sally Beauman) е английска журналистка и писателка на бестселъри в жанра любовен роман и романтичен трилър. Писала е и под псевдонима Ванеса Джеймс (на английски: Vanessa James).

## Биография и творчество
Сали Кинси-Майлс Боумън е родена на 25 юли 1944 г. в Девън, Англия. Завършва Колежа „Гъртън“ в Кеймбридж с магистърска степен по английска литература. През 1966 г. се омъжва за икономиста Кристофър Боумън. След дипломирането си се премества със съпруга си в САЩ, където живее в продължение на три години, първо в Вашингтон, а след това в Ню Йорк. Развеждат се през 1971 г.
Започва кариерата си като журналист в САЩ в състава на новосъздаденото списание „Ню Йорк“, където работи като редактор и критик в продължение на две години.
Завръща се в Англия, като продължава да пише за списанието, а след това и за други издания. Става най-младия редактор на списание „Куин“ (сега „Харпър и Куин“). През 1970 г. получава наградата „Катрин Пакенхам“ за журналистика. В периода 1970 – 1973 г. и 1976 – 1978 г. е художествен редактор на списание „Сънди Телеграф“, като пише и за „Сънди Таймс“, „Обзървър“, „Вог“, „Ню Йорк Таймс“ и „Ню Йоркър“.
Интервюира актьора Алън Хауърд за списание „Телеграф“ през 1970 г. Те се срещат на следващата година и заживяват заедно. Оженват се чак през 2004 г. Имат един син. Живее със семейството си в Лондон и Глостър, Англия. Алън Хауърд умира през 2015 г.
Писателската ѝ кариера започва през 1975 г. с написването на документалната книга „Крал Хенри V“ по повод стогодишнината на Кралската Шекспирова трупа. През 1982 г., по повод откриването на театър „Барбикан“ в Лондон, издава проучването си за Кралската Шекспирова трупа и бурната ѝ стогодишнина история от основаването през 1879 г. на малкия сезонен Шекспиров театър в Стратфорд на Ейвън.
В началото на 80-те пише 9 любовни романа за издателство „Милс и Буун“ под псевдонима Ванеса Джеймс.
През 1987 г. под истинското ѝ име е публикуван обемният роман „Карма“, който става международен бестселър и я прави известна писателка. За него получава най-големия аванс за книга на времето.
Списание „Ню Йоркър“ през 1993 г. ѝ поръчва интервю с писателката Дафни дю Морие, което ѝ дава идея за написването на продължението на нейния роман „Ребека – Господарката на Мандърлей“.
През 2000 г. тя е един от съдиите за наградата „Уитбред“ за най-добър роман.
Произведенията на писателката от втория ѝ творчески период често са в списъците на бестселърите. Те са преведени на повече от 20 езика по света.
Сали Боумън умира в съня си на 7 юли 2016 г. в Лондон.

## Произведения

### Като Ванеса Джеймс

#### Самостоятелни романи
- The Dark One (1982)
- The Fire and the Ice (1982)
- The Devil's Advocate (1983)
- Ever After (1983)
- Chance Meetings (1984)
- The Object of the Game (1985)
- Give Me This Night (1985)
- Prisoner (1986)
- Try to Remember (1986)

#### Сборници
- Romance on Holiday (1983) – с Хелън Бианчин, Карол Мортимър и Силия Скот

#### Документалистика
- The Girl With No Name: The Incredible Story of a Child Raised by Monkeys (2013) – с Лин Барет-Лий и Марина Чапман

### Като Сали Боумън

#### Самостоятелни романи
- Destiny (1987)
Карма, изд. „Петекстон“ (1993), прев. Лидия Николова
- Dark Angel (1990)
Черният ангел, изд.: ИК „Бард“, София (1997), прев. Павел Талев
- Secret Lives (1994)
- Rebecca's Tale (2001) – романът е продължение на „Ребека – Господарката на Мандърлей“ от Дафни дю Морие
Истинската история на Ребека, изд.: ИК „Бард“, София (2002), прев. Таня Виронова
- The Landscape of Love (2005) – издаден и като „The Sisters Mortland“
Любов в старото абатство, изд.: ИК „Бард“, София (2005), прев. Таня Виронова
- The Visitors (2014)

#### Серия „Журналисти“ (Journalists)
1. Lovers and Liars (1994)
Любовници и лъжци, изд.: ИК „Бард“, София (1996), прев. Даниела Кьорчева
2. Danger Zones (1996)
Опасни сезони, изд.: ИК „Бард“, София (1999), прев. Йорданка Пенкова
3. Sextet (1997)
Секстет, изд.: ИК „Бард“, София (2000), прев.
4. Deception and Desire (1998)

#### Документалистика
- King Henry V (1976)
- Royal Shakespeare Company: A History of Ten Decades (1982)